# Lino Crispo
Lino Crispo (Napoli, 2 marzo 1916 – Napoli, 1º aprile 1995) è stato un attore italiano.
Attore comico napoletano, ha operato nel cinema, in teatro e in televisione.

## Attività cinematografica
Nel 1952, debutta nel film Processo alla città di Luigi Zampa, che lo richiama per Anni ruggenti, girato ad Ostuni e nei Sassi di Matera nel 1962.
Poi partecipa al film Operazione ricchezza di Vittorio Musy Glory nel 1968. Poi nel 1971 lavora con Pier Paolo Pasolini per la realizzazione de Il Decameron.
Ritorna al cinema tra il 1981 e il 1984, quando partecipa a quattro film di Ninì Grassia: in Celebrità, con il ruolo di don Armando; poi nella parte di Pasquale in L'Ave Maria (l'artista); quindi recita ne: 'O surdato 'nnammurato e, Pasquale ne Il motorino.

## Teatro
In teatro, in coppia con Bianca Sollazzo recita in opere di Mario Trevi, scritte da Francesco Martinelli, nel periodo dal 1975 al 1978: 'O rre d' 'e magliare, 'A Befana e 'O diario.
Nel 1979, prosegue il sodalizio con la Sollazzo ed è l'inizio dal grande successo comico del duo che, reso celebre da molte trasmissioni realizzate per l'emittente televisiva Napoli Canale 21, proseguirà per tutti gli anni ottanta.
Con la Sollazzo, Crispo è protagonista della serie comica Gli amori celebri e in teatro dello spettacolo Sciò sciò ciucciuè, di cui esiste anche un'incisione discografica. In questo periodo inciderà su disco molte delle scenette comiche realizzate con Bianca Sollazzo.
La compagnia Crispo / Sollazzo debutta in teatro con la sceneggiata 'O schiaffo. Seguono altri spettacoli, dai titoli: Ritorno zappatore e Arriva Topo Cristo. 

## Attività discografica
Lino Crispo continua l'attività discografica e incide su disco molte scenette comiche in napoletano con la stessa Bianca Sollazzo. In particolare insieme hanno inciso il disco dal titolo: Sciò Sciò Ciucciuè: un duetto tratto dalla omonima sceneggiata.
Inoltre ha realizzato il Cd dal titolo Divertentissimo 1 insieme a Maria Del Monte.

## Filmografia
- Processo alla città, regia di Luigi Zampa (1952)
- Napoletani a Milano, regia di Eduardo De Filippo (1953)
- Questa è la vita, registi vari (1954)
- Gli anni ruggenti, regia di Luigi Zampa (1962)
- Operazione ricchezza, regia di Vittorio Musy Glori (1968)
- Il Decameron, regia di Pier Paolo Pasolini (1971)
- Celebrità, regia di Ninì Grassia (1981)
- L'ave Maria (l'artista), regia di Ninì Grassia (1982)
- 'O surdato 'nnammurato, regia di Ninì Grassia (1983)
- Il motorino, regia di Ninì Grassia (1984)

## Discografia
- Sciò Sciò Ciucciuè (1980)
- Divertentissimo 1